# Samuel ha-Leví (traductor)
|  | Aquest article tracta sobre el traductor. Vegeu-ne altres significats a «Samuel ha-Leví». |

Samuel ha-Leví va ser un traductor jueu del segle xiii a la cort d'Alfons X el Savi, que va traduir i compilar obres científiques àrabs al castellà. Res es coneix de la seva vida, només tenim les referències que hi ha a les introduccions d'algunes traduccions del segle xiii.
La seva participació està documentada a dues de les obres de traducció o compilació de l'època del Rei Savi:
- Libros del saber de astrología,[2] que era una revisió total d'un conjunt d'obres traduïdes vint anys abans i que agrupava les Taules alfonsines, els Cuatro libros de las estrellas de la ochava esfera i diversos tractats sobre ús i construcció d'aparells astronòmics i rellotges. Aquesta compilació va ser feta per un conjunt de savis de la cort, entre els quals estaven Joan de Messina, Joan de Cremona i Samuel ha-Leví.[3]
- Relogio de la candela,[4] un tractat sobre la construcció de rellotges.[5]